# 弥屯站
彌屯站（韓語：미둔역）是朝鮮民主主義人民共和國咸鏡南道高原郡彌屯里的一個鐵路車站，属于平罗线。

## 邻近车站
平罗线
杻田站 - 彌屯站 - 傍花站